# Список наград и номинаций Лупиты Нионго
Ниже приведен список наград и номинаций, полученных кенийско-мексиканской актрисой Лeпитой Нионго. Она получила свою первую премию «Оскар» за свой дебют в полнометражном фильме «12 лет рабства» в 2013 году и стала первой кенийской и мексиканской актрисой, получившей эту награду. Нионго также была номинирована на несколько наград, включая премию «Золотой глобус» за лучшую женскую роль второго плана, премию BAFTA за лучшую женскую роль второго плана и премию Гильдии киноактеров за лучшую женскую роль второго плана, которую она выиграла.
Нионго дебютировала на Бродвее в роли подростка-сироты в пьесе «Затмение» (2015), получившей признание критиков, за что была удостоена премии «Театральный мир» за выдающийся дебют на Бродвее или офф-Бродвее. Кроме того, она была номинирована на премию «Тони» за лучшую женскую роль в пьесе и Премию Лиги драмы в категории «Выдающееся выступление».
В 2018 году Нионго снялась в супергеройском фильме «Черная пантера», за который была номинирована на множество наград, включая премию BET Awards за лучшую женскую роль, премию NAACP Image Award за лучшую женскую роль второго плана и премию «Сатурн» за лучшую женскую роль. В следующем году она снялась и получила номинации за свою двойную роль в фильме «Мы» (2019), который включал в себя кинопремию «Выбор критиков» за лучшую женскую роль, две кинопремии MTV, премию NAACP Image Award за лучшую женскую роль (выиграна), две премии People's Choice Award, премию «Сатурн» за лучшую женскую роль второго плана и премия Гильдии киноактеров за лучшую женскую роль.
Ньонго была ведущим документального сериала канала Discovery «Серенгети» (2019) о дикой природе в экосистеме Серенгети. В 2020 году она получила свою первую номинацию на премию «Эмми» за роль выдающегося рассказчика, что сделало ее третьей чернокожей женщиной, номинированной в этой категории. Она также была номинирована на премию NAACP Image Award за озвучивание персонажей.

## Влиятельные награды

### Премия «Оскар»
Премия «Оскар» – ежегодная американская церемония вручения наград, проводимая Академией кинематографических искусств и наук в знак признания выдающихся кинематографических достижений киноиндустрии Соединенных Штатов.
| Год  | Категория                         | Работа           | Результат |
| ---- | --------------------------------- | ---------------- | --------- |
| 2014 | Лучшая женская роль второго плана | «12 лет рабства» | Победа    |

### Премия BAFTA
Премия BAFTA вручается в рамках ежегодной церемонии награждения, проводимой Британской академией кино и телевизионных искусств.
| Год  | Категория                         | Работа           | Результат |
| ---- | --------------------------------- | ---------------- | --------- |
| 2014 | Восходящая звезда                 | «12 лет рабства» | Номинация |
| 2014 | Лучшая женская роль второго плана | «12 лет рабства» | Номинация |

### Премия «Эмми»
Прайм-таймовая премия «Эмми» – это американская награда, присуждаемая Академией телевизионных искусств и наук в знак признания выдающихся достижений в области американских телевизионных программ в прайм-тайм. Дневная премия «Эмми» - это американская награда, присуждаемая Академией телевизионных искусств и наук в знак признания выдающихся достижений в области американских дневных телевизионных программ.
| Год                   | Категория                                | Работа                                                              | Результат         |
| Прайм-тайм «Эмми»     | Прайм-тайм «Эмми»                        | Прайм-тайм «Эмми»                                                   | Прайм-тайм «Эмми» |
| --------------------- | ---------------------------------------- | ------------------------------------------------------------------- | ----------------- |
| 2020                  | Лучший рассказчик                        | «Серенгети»                                                         | Номинация         |
| 2022                  | Лучший рассказчик                        | «Серенгети»                                                         | Номинация         |
| Дневная премия «Эмми» |                                          |                                                                     |                   |
| 2021                  | Лучшее выступление в программе для детей | Закладки: Прославление черных голосов; Люпита Нионго читает «Сулве» | Победа            |

### Премия «Золотой глобус»
Премия «Золотой глобус» – это американская награда, присуждаемая членами Голливудской ассоциацией иностранной прессы за выдающиеся достижения в области кино и телевидения, как отечественного, так и зарубежного.
| Год  | Категория                                     | Работа           | Результат |
| ---- | --------------------------------------------- | ---------------- | --------- |
| 2014 | Лучшая женская роль второго плана — кинофильм | «12 лет рабства» | Номинация |

### Премия «Независимый дух»
Премия «Независимый дух», основанная в 1984 году, присуждается независимым кинематографистам.
| Год  | Категория                    | Работа           | Результат |
| ---- | ---------------------------- | ---------------- | --------- |
| 2014 | Лучшая актриса второго плана | «12 лет рабства» | Победа    |

### Премия Гильдии киноактёров США
Премия Гильдии киноактёров США – награда, присуждаемая Гильдией киноактеров за выдающиеся выступления в кино и на телевидении в прайм-тайм.
| Год  | Категория                              | Работа           | Результат |
| ---- | -------------------------------------- | ---------------- | --------- |
| 2014 | Лучшая женская роль второго плана      | «12 лет рабства» | Победа    |
| 2014 | Лучший актёрский состав в игровом кино | «12 лет рабства» | Номинация |
| 2019 | Лучший актёрский состав в игровом кино | «Чёрная пантера» | Победа    |
| 2020 | Лучшая женская роль                    | «Мы»             | Номинация |

### Премия «Тони»
Премия Антуанетты Перри за выдающиеся театральные достижения, более известная как премия «Тони», присуждается за достижения в области живого бродвейского театра.
| Год  | Категория                   | Работа     | Результат |
| ---- | --------------------------- | ---------- | --------- |
| 2016 | Лучшая женская роль в пьесе | «Затмение» | Номинация |

## Награды индустрии

### Премия AACTA
Премия Австралийской академии кино и телевизионных искусств вручается ежегодно Австралийской академией кино и телевизионных искусств.
| Год  | Категория                                         | Работа           | Результат |
| ---- | ------------------------------------------------- | ---------------- | --------- |
| 2014 | Лучшая женская роль второго плана — международная | «12 лет рабства» | Номинация |

### Премия Африканской киноакадемии
Премия Африканской киноакадемии вручается ежегодно в знак признания выдающихся достижений профессионалов киноиндустрии на Африканском континенте и в диаспоре.
| Год  | Категория           | Работа              | Результат |
| ---- | ------------------- | ------------------- | --------- |
| 2017 | Лучшая женская роль | «Королева из Катве» | Номинация |

### Премия BET Awards
Премия BET Awards была учреждена в 2001 году Black Entertainment Television network для того, чтобы отметить достижения афроамериканцев и других меньшинств в музыке, актерском мастерстве, спорте и других областях развлечений за прошедший год.
| Год  | Категория           | Работа           | Результат |
| ---- | ------------------- | ---------------- | --------- |
| 2014 | Лучшая женская роль | «12 лет рабства» | Победа    |
| 2018 | Лучшая женская роль | «Чёрная пантера» | Номинация |
| 2020 | Her Award           | «Melanin»        | Номинация |

### Премия Black Reel Awards
Премия Black Reel Awards была учреждена в 2000 году и была призвана ежегодно отмечать достижения чернокожих людей в художественных, независимых и телевизионных фильмах.
| Год  | Категория                         | Работа              | Результат |
| ---- | --------------------------------- | ------------------- | --------- |
| 2014 | Лучшее прорывное выступление      | «12 лет рабства»    | Победа    |
| 2014 | Лучшая женская роль второго плана | «12 лет рабства»    | Победа    |
| 2017 | Лучшая женская роль второго плана | «Королева из Катве» | Номинация |
| 2017 | Лучшее голосовое выступление      | «Книга джунглей»    | Номинация |
| 2019 | Лучшая женская роль второго плана | «Чёрная пантера»    | Номинация |
| 2020 | Лучшая женская роль               | «Мы»                | Победа    |

### Премия «Выбор критиков»
Премия «Выбор критиков» – это ежегодная церемония награждения, проводимая Ассоциацией вещательных кинокритиков в честь лучших кинематографических достижений.
| Год  | Категория                         | Работа           | Результат |
| ---- | --------------------------------- | ---------------- | --------- |
| 2014 | Лучшая женская роль второго плана | «12 лет рабства» | Победа    |
| 2014 | Лучший актёрский состав           | «12 лет рабства» | Номинация |
| 2019 | Лучший актёрский состав           | «Чёрная пантера» | Номинация |
| 2020 | Лучшая женская роль               | «Мы»             | Номинация |

### Премия «Dorian Awards»
Премия «Dorian Awards» – это ежегодное мероприятие, организованное GALECA: Обществом ЛГБТ-критиков в сфере развлечений (основанным в 2009 году как Ассоциация критиков развлечений для геев и лесбиянок).
| Год  | Категория                      | Работа           | Результат |
| ---- | ------------------------------ | ---------------- | --------- |
| 2013 | Лучшая игра в фильме – актриса | «12 лет рабства» | Номинация |
| 2020 | Лучшая игра в фильме – актриса | «Мы»             | Номинация |

### Премия «Лиги Драмы»
Премия «Лиги Драмы» учрежденная в 1935 году, присуждается за выдающиеся постановки как на Бродвее, так и за его пределами, а также за выдающиеся достижения в театральной карьере, музыкальном театре и режиссуре.
| Год  | Категория              | Работа     | Результат |
| ---- | ---------------------- | ---------- | --------- |
| 2016 | Выдающееся выступление | «Затмение» | Номинация |

### Премия «Империя»
Премия «Империя» – это ежегодная британская церемония вручения наград за кинематографические достижения в местной и мировой киноиндустрии.
| Год  | Категория                         | Работа           | Результат |
| ---- | --------------------------------- | ---------------- | --------- |
| 2014 | Лучший новичок среди женщин       | «12 лет рабства» | Номинация |
| 2014 | Лучшая женская роль второго плана | «12 лет рабства» | Номинация |

### Fangoria Chainsaw Awards
Премия Fangoria Chainsaw Awards – это церемония награждения, посвященная фильмам ужасов и триллерам.
| Год  | Категория           | Работа | Результат |
| ---- | ------------------- | ------ | --------- |
| 2020 | Лучшая женская роль | «Мы»   | Победа    |

### Премия «Готэм»
Премия «Готэм» – американская кинопремия, ежегодно вручаемая создателям независимых фильмов на церемонии в Нью-Йорке.
| Год  | Категория                       | Работа           | Результат |
| ---- | ------------------------------- | ---------------- | --------- |
| 2013 | Прорывное актёрское выступление | «12 лет рабства» | Номинация |

### Hollywood Film Awards
Премия «Hollywood Film Awards» – это церемония вручения американской кинопремии, которая проводится ежегодно с 1997 года, обычно в октябре или ноябре.
| Год  | Категория           | Работа           | Результат |
| ---- | ------------------- | ---------------- | --------- |
| 2013 | New Hollywood Award | «12 лет рабства» | Победа    |

### MTV Africa Music Awards
Премия «MTV Africa Music Awards» – была учреждена в 2008 году компанией MTV Networks Africa (ныне Viacom International Media Networks Africa), чтобы отметить самую популярную современную музыку в Африке.
| Год  | Категория    | Работа   | Результат |
| ---- | ------------ | -------- | --------- |
| 2014 | Персона года | Она сама | Победа    |

### MTV Movie & TV Awards
Премия «MTV Movie & TV Awards» – это ежегодная премия в области кино и телевидения, вручаемая на канале MTV.
| Год  | Категория                             | Работа                             | Результат |
| ---- | ------------------------------------- | ---------------------------------- | --------- |
| 2014 | Лучшая женская роль                   | «12 лет рабства»                   | Номинация |
| 2016 | Лучшая виртуальная роль               | «Звёздные войны: Пробуждение силы» | Номинация |
| 2018 | Лучшая актёрская команда              | «Чёрная пантера»                   | Номинация |
| 2019 | Лучший актёр или актриса в кинофильме | «Мы»                               | Номинация |
| 2019 | Лучший злодей                         | «Мы»                               | Номинация |

### NAACP Image Awards
Премия «NAACP Image Awards» –  это награда, присуждаемая Американской национальной ассоциацией содействия улучшению положения цветных людей в честь выдающихся цветных людей в кино, на телевидении, в музыке и литературе.
| Год  | Категория                                      | Работа           | Результат |
| ---- | ---------------------------------------------- | ---------------- | --------- |
| 2014 | Лучшая женская роль второго плана в кинофильме | «12 лет рабства» | Победа    |
| 2017 | Лучшая женская роль второго плана в кинофильме |                  | Номинация |
| 2019 | Лучшая женская роль второго плана в кинофильме | «Чёрная пантера» | Номинация |
| 2019 | Лучшая актёрская игра состава кинофильма       | «Чёрная пантера» | Победа    |
| 2020 | Лучшая женская роль в кинофильме               | «Мы»             | Победа    |
| 2020 | Лучший актёрский состав в кинофильме           | «Мы»             | Номинация |
| 2020 | Лучшее озвучивание персонажа в кинофильме      | «Серенгети»      | Номинация |
| 2020 | Лучшая литературная работа – детская           | «Сулве»          | Победа    |

### Nickelodeon Kids' Choice Awards
Премия «Kids’ Choice Awards» – это ежегодная церемония награждения, которая транслируется на кабельном канале Nickelodeon и в которой отмечаются крупнейшие телевизионные, кино- и музыкальные проекты года по результатам голосования зрителей Nickelodeon.
| Год  | Категория                  | Работа                           | Результат |
| ---- | -------------------------- | -------------------------------- | --------- |
| 2017 | Любимая африканская звезда | Она сама                         | Номинация |
| 2019 | Любимая актриса кино       | «Чёрная пантера»                 | Номинация |
| 2023 | Любимая актриса кино       | «Чёрная пантера: Ваканда навеки» | Номинация |

### NME Awards
Премия «NME Awards» – ежегодная музыкальная премия в Великобритании, учрежденная музыкальным журналом New Musical Express.
| Год  | Категория         | Работа | Результат |
| ---- | ----------------- | ------ | --------- |
| 2020 | Лучший актёр кино | «Мы»   | Номинация |

### Obie Awards
Премия «Obie Awards» – это ежегодная премия, которая присуждается театральным артистам и коллективам Нью-Йорка за постановки офф-Бродвея.
| Год  | Категория                       | Работа     | Результат |
| ---- | ------------------------------- | ---------- | --------- |
| 2016 | Выдающееся выступление ансамбля | «Затмение» | Победа    |

### People's Choice Awards
Премия «People's Choice Awards» – это американская премия, присуждаемая людям в сфере развлечений, за которых онлайн-голосование проводит широкая публика и фанаты.
| Год  | Категория                       | Работа | Результат |
| ---- | ------------------------------- | ------ | --------- |
| 2019 | Звезда драматического кино года | «Мы»   | Номинация |
| 2019 | Лучшая женщина-кинозвезда года  | «Мы»   | Номинация |

### Премия «Спутник»
Премия «Спутник» – это ежегодная награда, присуждаемая Международной академией прессы, которая широко отмечается в журналах и блогах индустрии развлечений.
| Год  | Категория                                     | Работа           | Результат |
| ---- | --------------------------------------------- | ---------------- | --------- |
| 2013 | Лучшая женская роль второго плана — кинофильм | «12 лет рабства» | Номинация |

### Премия «Сатурн»
Премия «Сатурн» – это награда, ежегодно присуждаемая Академией научной фантастики, фэнтези и фильмов ужасов за лучшие работы в области научной фантастики, фэнтези и фильмов ужасов в кино, на телевидении и домашнем видео.
| Год  | Категория                        | Работа                             | Результат |
| ---- | -------------------------------- | ---------------------------------- | --------- |
| 2016 | Лучшей киноактрисе второго плана | «Звёздные войны: Пробуждение силы» | Номинация |
| 2018 | Лучшая киноактриса               | «Чёрная пантера»                   | Номинация |
| 2019 | Лучшая киноактриса               | «Мы»                               | Номинация |

### Screen Nation Film and Television Awards
Премия «Screen Nation Film and Television Awards» – была учреждена в 2003 году как платформа для повышения авторитета чернокожих британских и международных талантов в области кино и телевидения африканского происхождения.
| Год  | Категория                                            | Работа           | Результат |
| ---- | ---------------------------------------------------- | ---------------- | --------- |
| 2014 | Любимая африканская актриса восходящая звезда экрана | «12 лет рабства» | Победа    |

### Teen Choice Awards
Премия «Teen Choice Awards» – это ежегодная церемония награждения, которая транслируется на телеканале Fox. Премия присуждается за крупнейшие достижения в области музыки, кино, спорта, телевидения и моды, за которые проголосовали зрители в возрасте от 13 до 19 лет.
| Год  | Категория                                              | Работа           | Результат |
| ---- | ------------------------------------------------------ | ---------------- | --------- |
| 2018 | Лучшая киноактриса научно-фантастического/фэнтези кино | «Чёрная пантера» | Номинация |
| 2018 | Лучший поцелуй                                         | «Чёрная пантера» | Номинация |
| 2018 | Лучший кино-шип                                        | «Чёрная пантера» | Номинация |

### Премия «Театральный мир»
Премия «Театральный мир» – это американская награда, ежегодно вручаемая актерам и актрисам в знак признания выдающегося дебюта на нью-йоркской сцене, как на Бродвее, так и офф-Бродвее.
| Год  | Категория                                                   | Работа     | Результат |
| ---- | ----------------------------------------------------------- | ---------- | --------- |
| 2016 | Выдающееся дебютное выступление на Бродвее или офф-Бродвее. | «Затмение» | Победа    |

## Награды критиков
| Год                                                | Категория                                         | Номинированная работа                    | Результат                                | Пр.                                      |
| Ассоциация афроамериканских кинокритиков           | Ассоциация афроамериканских кинокритиков          | Ассоциация афроамериканских кинокритиков | Ассоциация афроамериканских кинокритиков | Ассоциация афроамериканских кинокритиков |
| -------------------------------------------------- | ------------------------------------------------- | ---------------------------------------- | ---------------------------------------- | ---------------------------------------- |
| 2013                                               | Лучшее прорывное выступление                      | «12 лет рабства»                         | Победа                                   | [ 3 ]                                    |
| 2019                                               | Лучшая женская роль                               | «Мы»                                     | Победа                                   | [ 4 ]                                    |
| Альянс женщин-киножурналистов                      |                                                   |                                          |                                          |                                          |
| 2013                                               | Лучшая женская роль второго плана                 | «12 лет рабства»                         | Победа                                   | [ 5 ]                                    |
| 2013                                               | Лучший актёрский ансамбль                         | «12 лет рабства»                         | Номинация                                | [ 5 ]                                    |
| 2013                                               | Незабываемый момент («Пэтси просит дать ей мыло») | «12 лет рабства»                         | Номинация                                | [ 5 ]                                    |
| 2013                                               | Лучшее прорывное выступление                      | «12 лет рабства»                         | Номинация                                | [ 5 ]                                    |
| 2019                                               | Лучшая женская роль                               | «Мы»                                     | Победа                                   | [ 6 ]                                    |
| 2019                                               | Награда за самое смелое выступление               | «Мы»                                     | Номинация                                | [ 6 ]                                    |
| Американский фестиваль чернокожего кино            |                                                   |                                          |                                          |                                          |
| 2014                                               | Лучшая женская роль второго плана                 | «12 лет рабства»                         | Победа                                   | [ 7 ]                                    |
| 2014                                               | Лучшее прорывное выступление                      | «12 лет рабства»                         | Номинация                                | [ 7 ]                                    |
| Ассоциация кинокритиков Остина                     |                                                   |                                          |                                          |                                          |
| 2013                                               | Лучшая женская роль второго плана                 | «12 лет рабства»                         | Победа                                   | [ 8 ]                                    |
| 2019                                               | Лучшая женская роль                               | «Мы»                                     | Победа                                   | [ 9 ]                                    |
| Ассоциация Австралийских кинокритиков              |                                                   |                                          |                                          |                                          |
| 2020                                               | Лучшая женская роль                               | «Маленькие чудовища»                     | Номинация                                | [ 10 ]                                   |
| Общество кинокритиков Бостона                      |                                                   |                                          |                                          |                                          |
| 2013                                               | Лучшая женская роль второго плана                 | «12 лет рабства»                         | Второе место                             | [ 11 ]                                   |
| Broadway.com Audience Choice Awards                |                                                   |                                          |                                          |                                          |
| 2016                                               | Любимая актриса в пьесе                           | «Затмение»                               | Победа                                   | [ 12 ]                                   |
| Ассоциация кинокритиков Чикаго                     |                                                   |                                          |                                          |                                          |
| 2013                                               | Лучшая женская роль второго плана                 | «12 лет рабства»                         | Победа                                   | [ 13 ]                                   |
| 2013                                               | Самый многообещающий артист                       | «12 лет рабства»                         | Номинация                                | [ 13 ]                                   |
| 2019                                               | Лучшая женская роль                               | «Мы»                                     | Победа                                   | [ 14 ]                                   |
| Ассоциация кинокритиков Далласа и Форт–Уэрта       |                                                   |                                          |                                          |                                          |
| 2013                                               | Лучшая женская роль второго плана                 | «12 лет рабства»                         | Победа                                   | [ 15 ]                                   |
| 2019                                               | Лучшая женская роль                               | «Мы»                                     | 5-е место                                | [ 16 ]                                   |
| Общество кинокритиков Детройта                     |                                                   |                                          |                                          |                                          |
| 2013                                               | Лучшая женская роль второго плана                 | «12 лет рабства»                         | Номинация                                | [ 17 ]                                   |
| 2013                                               | Лучший актёрский ансамбль                         | «12 лет рабства»                         | Номинация                                | [ 17 ]                                   |
| 2019                                               | Лучшая женская роль                               | «Мы»                                     | Номинация                                | [ 18 ]                                   |
| Кружок кинокритиков Дублина                        |                                                   |                                          |                                          |                                          |
| 2019                                               | Лучшая женская роль                               | «Мы»                                     | Runner-up                                | [ 19 ]                                   |
| Кружок кинокритиков Остина                         |                                                   |                                          |                                          |                                          |
| 2013                                               | Лучшая женская роль второго плана                 | «12 лет рабства»                         | Победа                                   | [ 20 ]                                   |
| 2013                                               | Pauline Kael Breakout Award                       | «12 лет рабства»                         | Победа                                   | [ 20 ]                                   |
| Ассоциация кинокритиков Джорджии                   |                                                   |                                          |                                          |                                          |
| 2013                                               | Лучшая женская роль второго плана                 | «12 лет рабства»                         | Победа                                   | [ 21 ]                                   |
| 2013                                               | Лучшее прорывное выступление                      | «12 лет рабства»                         | Номинация                                | [ 21 ]                                   |
| 2013                                               | Лучший актёрский ансамбль                         | «12 лет рабства»                         | Номинация                                | [ 21 ]                                   |
| 2019                                               | Лучшая женская роль                               | «Мы»                                     | Победа                                   | [ 22 ]                                   |
| Международный кинофестиваль в Хэмптоне             |                                                   |                                          |                                          |                                          |
| 2013                                               | Прорывной артист                                  | «12 лет рабства»                         | Победа                                   | [ 23 ]                                   |
| Ассоциация критиков Голливуда                      |                                                   |                                          |                                          |                                          |
| 2019                                               | Лучшая женская роль                               | «Мы»                                     | Победа                                   | [ 24 ]                                   |
| Общество кинокритиков Хьюстона                     |                                                   |                                          |                                          |                                          |
| 2013                                               | Лучшая женская роль второго плана                 | «12 лет рабства»                         | Победа                                   | [ 25 ]                                   |
| 2019                                               | Лучшая женская роль                               | «Мы»                                     | Номинация                                | [ 26 ]                                   |
| IndieWire Critics Poll                             |                                                   |                                          |                                          |                                          |
| 2013                                               | Лучшая женская роль второго плана                 | «12 лет рабства»                         | Победа                                   | [ 27 ]                                   |
| 2019                                               | Лучшая женская роль                               | «Мы»                                     | Победа                                   | [ 28 ]                                   |
| Международное общество киноманов                   |                                                   |                                          |                                          |                                          |
| 2014                                               | Лучшая женская роль второго плана                 | «12 лет рабства»                         | Номинация                                | [ 29 ]                                   |
| 2014                                               | Лучший актёрский ансамбль                         | «12 лет рабства»                         | Номинация                                | [ 29 ]                                   |
| 2020                                               | Лучшая женская роль                               | «Мы»                                     | Номинация                                | [ 30 ]                                   |
| Премия Лондонской ассоциации кинокритиков          |                                                   |                                          |                                          |                                          |
| 2013                                               | Лучшая женская роль второго плана года            | «12 лет рабства»                         | Победа                                   | [ 31 ]                                   |
| 2019                                               | Лучшая женская роль года                          | «Мы»                                     | Номинация                                | [ 32 ]                                   |
| Ассоциация кинокритиков Лос-Анджелеса              |                                                   |                                          |                                          |                                          |
| 2013                                               | Лучшая женская роль второго плана                 | «12 лет рабства»                         | Победа                                   | [ 33 ]                                   |
| 2019                                               | Лучшая женская роль                               | «Мы»                                     | Runner-up                                | [ 34 ]                                   |
| Maui Film Festival                                 |                                                   |                                          |                                          |                                          |
| 2014                                               | Rainmaker Award                                   | «12 лет рабства»                         | Победа                                   | [ 35 ]                                   |
| National Film Awards UK                            |                                                   |                                          |                                          |                                          |
| 2017                                               | Лучшая женская роль                               | «Королева из Катве»                      | Номинация                                | [ 36 ]                                   |
| Национальное общество кинокритиков США             |                                                   |                                          |                                          |                                          |
| 2013                                               | Лучшая женская роль второго плана                 | «12 лет рабства»                         | Второе место                             | [ 37 ]                                   |
| New York Film Critics Circle                       |                                                   |                                          |                                          |                                          |
| 2013                                               | Лучшая женская роль второго плана                 | «12 лет рабства»                         | Второе место                             | [ 38 ]                                   |
| 2019                                               | Лучшая женская роль                               | «Мы»                                     | Победа                                   | [ 39 ]                                   |
| New York Film Critics Online                       |                                                   |                                          |                                          |                                          |
| 2013                                               | Лучшая женская роль второго плана                 | «12 лет рабства»                         | Победа                                   | [ 40 ]                                   |
| 2019                                               | Лучшая женская роль                               | «Мы»                                     | Победа                                   | [ 41 ]                                   |
| Online Film Critics Society                        |                                                   |                                          |                                          |                                          |
| 2013                                               | Лучшая женская роль второго плана                 | «12 лет рабства»                         | Победа                                   | [ 42 ]                                   |
| 2019                                               | Лучшая женская роль                               | «Мы»                                     | Победа                                   | [ 43 ]                                   |
| Outer Critics Circle Awards                        |                                                   |                                          |                                          |                                          |
| 2016                                               | Лучшая женская роль в пьесе                       | «Затмение»                               | Номинация                                | [ 44 ]                                   |
| Международный кинофестиваль Пальм-Спринг           |                                                   |                                          |                                          |                                          |
| 2014                                               | Прорывное выступление                             | «12 лет рабства»                         | Победа                                   | [ 45 ]                                   |
| Общество кинокритиков Сан-Диего                    |                                                   |                                          |                                          |                                          |
| 2013                                               | Лучшая женская роль второго плана                 | «12 лет рабства»                         | Номинация                                | [ 46 ]                                   |
| 2013                                               | Лучшее выступление актёрского ансамбля            | «12 лет рабства»                         | Номинация                                | [ 46 ]                                   |
| 2019                                               | Лучшая женская роль                               | «Мы»                                     | Победа                                   | [ 47 ]                                   |
| Кружок кинокритиков района залива Сан-Франциско    |                                                   |                                          |                                          |                                          |
| 2013                                               | Лучшая женская роль второго плана                 | «12 лет рабства»                         | Номинация                                | [ 48 ]                                   |
| 2019                                               | Лучшая женская роль                               | «Мы»                                     | Победа                                   | [ 49 ]                                   |
| Международный кинофестиваль в Санта-Барбаре        |                                                   |                                          |                                          |                                          |
| 2020                                               | Montecito Award                                   | «Мы»                                     | Победа                                   | [ 50 ]                                   |
| Общество кинокритиков Сиэтла                       |                                                   |                                          |                                          |                                          |
| 2018                                               | Лучший актёрский ансамбль                         | «Чёрная пантера»                         | Номинация                                | [ 51 ]                                   |
| 2019                                               | Лучшая женская роль                               | «Мы»                                     | Победа                                   | [ 52 ]                                   |
| 2019                                               | Злодей года                                       | «Мы»                                     | Номинация                                | [ 52 ]                                   |
| St. Louis Gateway Film Critics Association         |                                                   |                                          |                                          |                                          |
| 2013                                               | Лучшая женская роль второго плана                 | «12 лет рабства»                         | Победа                                   | [ 53 ]                                   |
| Ассоциация кинокритиков Торонто                    |                                                   |                                          |                                          |                                          |
| 2013                                               | Лучшая женская роль второго плана                 | «12 лет рабства»                         | Второе место                             | [ 54 ]                                   |
| 2019                                               | Лучшая женская роль                               | «Мы»                                     | Победа                                   | [ 55 ]                                   |
| Кружок кинокритиков Ванкувера                      |                                                   |                                          |                                          |                                          |
| 2013                                               | Лучшая женская роль второго плана                 | «12 лет рабства»                         | Второе место                             | [ 56 ]                                   |
| 2020                                               | Лучшая женская роль                               | «Мы»                                     | Второе место                             | [ 57 ]                                   |
| Village Voice Film Poll                            |                                                   |                                          |                                          |                                          |
| 2013                                               | Лучшая женская роль второго плана                 | «12 лет рабства»                         | Победа                                   | [ 58 ]                                   |
| Ассоциация кинокритиков Вашингтона, округ Колумбия |                                                   |                                          |                                          |                                          |
| 2013                                               | Лучшая женская роль второго плана                 | «12 лет рабства»                         | Победа                                   | [ 59 ]                                   |
| 2013                                               | Лучший актёрский ансамбль                         | «12 лет рабства»                         | Победа                                   | [ 59 ]                                   |
| 2018                                               | Лучший актёрский ансамбль                         | «Чёрная пантера»                         | Номинация                                | [ 60 ]                                   |
| 2019                                               | Лучшая женская роль                               | «Мы»                                     | Победа                                   | [ 61 ]                                   |
| Кружок женщин кинокритиков                         |                                                   |                                          |                                          |                                          |
| 2019                                               | Лучшая женская роль                               | «Мы»                                     | Победа                                   | [ 62 ]                                   |

1. ↑  List of Mexican Academy Award winners and nominees (англ.) // Wikipedia. — 2024-03-25.
2. ↑  Kenyan actress stirs Hollywood buzz (англ.). Nation (2 июля 2020). Дата обращения: 7 июля 2024. Архивировано 8 июля 2024 года.
3. ↑  Seikaly, Andrea. '12 Years a Slave,' Variety's Justin Chang Feted At AAFCA Awards. Variety (1 февраля 2014). Дата обращения: 25 декабря 2018. Архивировано 29 ноября 2020 года.
4. ↑  Rahman, Abid. Jordan Peele's 'Us' Named Best Film by African-American Film Critics Association. The Hollywood Reporter (10 декабря 2019). Дата обращения: 10 декабря 2019. Архивировано 8 марта 2021 года.
5. ↑  EDA Winners 2014. Alliance of Women Film Journalists. Дата обращения: 20 апреля 2016. Архивировано 7 января 2017 года.
6. ↑  2019 EDA Award Winners. Alliance of Women Film Journalists. Дата обращения: 10 января 2020. Архивировано 10 января 2020 года.
7. ↑  Nominees & Winners. American Black Film Festival. Дата обращения: 20 апреля 2016. Архивировано из оригинала 1 августа 2014 года.
8. ↑  2013 Awards. Austin Film Critics Association. Дата обращения: 20 апреля 2016. Архивировано из оригинала 6 января 2016 года.
9. ↑  Stoddard, Elizabeth. Parasite leads the 2019 Austin Film Critics Association Awards. Austin Film Critics Association. Дата обращения: 7 января 2020. Архивировано из оригинала 9 января 2020 года.
10. ↑  2020 AFCA Film Awards. Australian Film Critics Association. Дата обращения: 10 февраля 2020. Архивировано из оригинала 25 января 2020 года.
11. ↑  Knegt, Peter. '12 Years a Slave' Leads Boston Critics Awards. IndieWire. Дата обращения: 20 апреля 2016. Архивировано 16 января 2021 года.
12. ↑  Hamilton Dominates 2016 Broadway.com Audience Choice Awards; Spring Awakening, Lupita Nyong'o Also Win Big. Broadway.com. Дата обращения: 5 мая 2016. Архивировано 3 сентября 2021 года.
13. ↑  2013 Chicago Film Critics Association Winners. Hitflix. Дата обращения: 20 апреля 2016. Архивировано из оригинала 4 марта 2016 года.
14. ↑  Bennett,Anita. Chicago Film Critics Give Best Picture To 'Parasite' And Best Director To Bong Joon Ho. Deadline Hollywood. Дата обращения: 14 декабря 2019. Архивировано 17 декабря 2019 года.
15. ↑  Jorgenson, Todd. DFW Film Critics Pick "12 Years a Slave" as Best Film of 2013. Dallas–Fort Worth Film Critics Association (16 декабря 2013). Дата обращения: 21 апреля 2016. Архивировано 22 мая 2018 года.
16. ↑  Jorgenson, Todd. DFW Film Critics Pick "1917" as Best Film of 2019. Dallas–Fort Worth Film Critics Association (16 декабря 2019). Дата обращения: 16 декабря 2019. Архивировано 16 декабря 2019 года.
17. ↑  The 2013 Detroit Film Critics Society Awards. Detroit Film Critics Society Awards. Дата обращения: 20 апреля 2016. Архивировано 19 марта 2014 года.
18. ↑  The 2019 Detroit Film Critics Society Awards Nominations. Detroit Film Critics Society Awards. Дата обращения: 6 декабря 2019. Архивировано 17 мая 2021 года.
19. ↑  Clarke, Donald. The best movie of 2019, according to Irish film critics. Irish Times. Дата обращения: 17 декабря 2019. Архивировано 18 декабря 2019 года.
20. ↑  2013 FFCC Award Winners. Florida Film Critics Circle. Дата обращения: 20 апреля 2016. Архивировано 22 декабря 2013 года.
21. ↑  2013 Awards. Georgia Film Critics Association. Дата обращения: 20 апреля 2016. Архивировано 4 июня 2021 года.
22. ↑  2019 Awards. Georgia Film Critics Association. Дата обращения: 10 января 2020. Архивировано 3 января 2020 года.
23. ↑  HIFF25: Variety 10 Actors to Watch. Hamptons International Film Festival. Дата обращения: 20 апреля 2016. Архивировано 14 апреля 2021 года.
24. ↑  '1917' Wins Best Picture at 3rd Annual Hollywood Critics Association Awards. Variety (9 января 2020). Дата обращения: 10 января 2020. Архивировано 10 января 2020 года.
25. ↑  And the honors for 2013 go to. Houston Film Critics Society (10 февраля 2014). Дата обращения: 20 апреля 2016. Архивировано 16 декабря 2019 года.
26. ↑  Houston Film Critics Society Nominees See 'Marriage Story,' Tarantino's 9th Film In The Lead. Houston Film Critics Society (16 декабря 2019). Дата обращения: 16 декабря 2019. Архивировано 17 декабря 2019 года.
27. ↑  Kohn and Greene, Eric and Steve. '12 Years a Slave' Tops Indiewire's Year-End Critics Poll, 'Llewyn Davis,' 'Gravity' and 'Stray Dogs' Also Among Best in 2013. Indiewire. Дата обращения: 4 декабря 2019. Архивировано 5 декабря 2019 года.
28. ↑  Kohn, Eric. 2019 Critics Poll: The Best Films and Performances According to Over 300 Critics From Around the World. Indiewire. Дата обращения: 16 декабря 2019. Архивировано 16 декабря 2019 года.
29. ↑  Blue is the Warmest Color, Inside Llewyn David, Her, and 12 Year a Slave Top ICS Award Nominees. International Cinephile Society. Дата обращения: 20 апреля 2016. Архивировано 19 октября 2021 года.
30. ↑  Pain and Glory Makes a Splash at 17th ICS Awards. International Cinephile Society. Дата обращения: 10 февраля 2020. Архивировано 6 февраля 2020 года.
31. ↑  12 Years a Slave leads CC Film Awards --- Steve McQueen's film collects three prizes as Gary Oldman picks up the night's top prize. London Film Critics Circle Awards. Дата обращения: 20 апреля 2016. Архивировано 25 августа 2017 года.
32. ↑  Lodge, Guy. 'The Souvenir,' 'The Irishman,' Florence Pugh Score Big in London Critics' Noms. Variety (17 декабря 2019). Дата обращения: 17 декабря 2019. Архивировано 2 марта 2021 года.
33. ↑  39th Annual Los Angeles Film Critics Association Awards. Los Angeles Film Critics Association. Дата обращения: 20 апреля 2016. Архивировано из оригинала 11 декабря 2013 года.
34. ↑  Perez, Lexy. L.A. Film Critics Association Awards Winners List. The Hollywood Reporter (8 декабря 2019). Дата обращения: 8 декабря 2019. Архивировано 2 января 2021 года.
35. ↑  2014 Archive. Maui Film Festival. Дата обращения: 28 апреля 2016. Архивировано из оригинала 13 мая 2016 года.
36. ↑  Academy News Ewan McGregor, Catherine Zeta Jones, Michael Fassbender, Shana Swash, & Daniel RadCliffe lead National Film Awards UK 2017. Дата обращения: 1 февраля 2017. Архивировано 3 марта 2021 года.
37. ↑  2013 Awards: "Inside Llewyn Davis," Oscar Isaac, Cate Blanchett. National Society of Film Critics Awards. Дата обращения: 20 апреля 2016. Архивировано 17 октября 2021 года.
38. ↑  New York Film Critics Circle Awards. IMDB. Дата обращения: 20 апреля 2016. Архивировано 27 февраля 2017 года.
39. ↑  Hipes, Patrick. New York Film Critics Circle Names 'The Irishman' Best Film; Safdie Brothers, Lupita Nyong'o, Antonio Banderas Among Winners. Deadline Hollywood (4 декабря 2019). Дата обращения: 4 декабря 2019. Архивировано 28 декабря 2019 года.
40. ↑  NYFCO Awards 2001-2013. New York Film Critics Online. Дата обращения: 20 апреля 2016. Архивировано 3 февраля 2017 года.
41. ↑  Beresford, Trilby. 'Parasite' Voted Best Picture by New York Film Critics Online. The Hollywood Reporter (7 декабря 2019). Дата обращения: 7 декабря 2019. Архивировано 8 декабря 2019 года.
42. ↑  2013 Awards (17th Annual). Online Film Critics Society. Дата обращения: 20 апреля 2016. Архивировано 27 мая 2014 года.
43. ↑  OFCS Presents: 23rd Annual Awards For 2019. Online Film Critics Society (6 января 2020). Дата обращения: 6 января 2020. Архивировано 19 мая 2021 года.
44. ↑  Cox, Gordon. Outer Critics Circle Nominations: 'American Psycho,' 'She Loves Me' Take the Lead. Variety (19 апреля 2016). Дата обращения: 19 апреля 2016. Архивировано 19 октября 2021 года.
45. ↑  Lupita Nyong'o & Composer Thomas Newman On Palm Springs Fest Honors List. Deadline Hollywood (9 декабря 2013). Дата обращения: 31 декабря 2019. Архивировано из оригинала 11 февраля 2021 года.
46. ↑  San Diego Film Critics Nominate Top Films for 2013. San Diego Film Critics Society. Дата обращения: 20 апреля 2016. Архивировано 6 декабря 2019 года.
47. ↑  2019 San Diego Film Critics Society's Awards. San Diego Film Critics Society Awards. Дата обращения: 9 декабря 2019. Архивировано 9 декабря 2019 года.
48. ↑  2013 San Francisco Film Critics Circle Awards. San Francisco Bay Area Film Critics Circle. Дата обращения: 20 апреля 2016. Архивировано из оригинала 23 марта 2019 года.
49. ↑  SFBAFCC 2019 Awards. San Francisco Bay Area Film Critics Circle. Дата обращения: 13 декабря 2019. Архивировано 14 декабря 2019 года.
50. ↑  Feinberg, Scott. Santa Barbara Film Fest: 'Us' Star Lupita Nyong'o Tapped for Montecito Award. The Hollywood Reporter (4 января 2020). Дата обращения: 4 января 2020. Архивировано 5 декабря 2020 года.
51. ↑  "Roma" Named Best Picture of 2018 By Seattle Film Critics Society. Seattle Film Critics Society (17 декабря 2018). Дата обращения: 17 декабря 2018. Архивировано 17 декабря 2018 года.
52. ↑  "The Irishman" Leads the 2019 Seattle Film Critics Society Nominations. Seattle Film Critics Society (9 декабря 2019). Дата обращения: 9 декабря 2019. Архивировано 9 декабря 2019 года.
53. ↑  2013 StLFCA Annual Award Winners. St. Louis Gateway Film Critics Association. Дата обращения: 20 апреля 2016. Архивировано 19 октября 2021 года.
54. ↑  Past Award Winners. Toronto Film Critics Association. Дата обращения: 20 апреля 2016. Архивировано 15 июля 2015 года.
55. ↑  The Toronto Film Critics Association: Parasite wins Best Picture, Best Director and Best Foreign Film for Bong Joon-ho. Toronto Film Critics Association. Дата обращения: 8 декабря 2019. Архивировано 10 декабря 2019 года.
56. ↑  12 Years a Slave Leads Vancouver Film Critics Circle International Nominations List with Six Nods. Vancouver Film Critics Circle. Дата обращения: 25 декабря 2018. Архивировано 7 октября 2021 года.
57. ↑  Cabrita, Josh. 2020 Nominees Announced. Vancouver Film Critics Circle. Дата обращения: 13 декабря 2019. Архивировано 13 декабря 2019 года.
58. ↑  Picking Winners: The 2013 Village Voice Film Poll (17 декабря 2013). Дата обращения: 17 декабря 2013. Архивировано из оригинала 30 мая 2016 года.
59. ↑  The 2013 WAFCA Awards--"12 Years a Slave" wows DC critics; "Gravity" also flies high. Washington DC Area Film Critics Association. Дата обращения: 20 апреля 2016. Архивировано из оригинала 9 июля 2015 года.
60. ↑  2018 WAFCA Awards Winners. Washington D.C. Area Film Critics Association (3 декабря 2018). Дата обращения: 3 декабря 2018. Архивировано 17 октября 2018 года.
61. ↑  'Parasite' Finds a Host in D.C. Film Critics. Washington D.C. Area Film Critics Association (8 декабря 2019). Дата обращения: 8 декабря 2019. Архивировано из оригинала 18 января 2016 года.
62. ↑  The Women Film Critics Circle Awards 2019! Women Film Critics Circle (7 декабря 2019). Дата обращения: 31 декабря 2019. Архивировано 17 января 2021 года.